# Herrera de Ibio
Herrera de Ibio es una localidad del municipio de Mazcuerras, Cantabria (España). 
Está situado en el interior del municipio, junto al río Ceceja, a unos 145 metros de altitud. Dista 4 kilómetros de la capital municipal. Desde esta localidad, pegada a la sierra del monte Ibio, se puede ascender hasta el pico Ibio y al pico Mozagro.
Junto con los pueblos de Ibio, Riaño de Ibio y Sierra de Ibio forma el "Concejón de Ibio". El origen del nombre parece estar en el término prerromano para "río": ibi o ibai.
A mediados del siglo XIX el indiano D. Manuel Caviedes fundó aquí un Hospital de la Caridad, para pobres del concejo o del valle de Cabezón de la Sal.
La iglesia parroquial es de principios del siglo XX.
Celebra la festividad de Santa Ana, el 26 de julio; y La Virgen del Brezo(15 de agosto).
En esta localidad nació el empresario Domingo Díaz de Bustamante y Vélez († en 1869), quien erigió las escuelas del pueblo.

## Evolución demográfica
| 2000 | 2001 | 2002 | 2003 | 2004 | 2005 | 2006 | 2007 | 2008 |
| 260  | 260  | 258  | 255  | 250  | 245  | 240  | 237  | 244  |

| 2009 | 2010 | 2011 | 2012 | 2013 | 2014 | 2015 | 2016 | 2017 |
| 243  | 240  | 236  | 237  | 228  | 236  | 235  | 225  | 223  |

- Datos: Q5896424